# باشگاه فوتبال حاصلات فرخار
باشگاه فوتبال حاصلات فرخار یک باشگاه فوتبال در شهر فرخار تاجیکستان است. این باشگاه در لیگ عالی تاجیکستان بازی می‌کند.